# Сали Пачолок
Сали Пачолок (на английски: Sally Pacholok) е американска медицинска сестра и авторка на мемоарни и научнопопулярни книги за действието и дефицита на витамин B12.

## Биография и творчество
Сали Мари Пачолок е родена на 23 юли 1963 г. в САЩ. Завършва с отличие приложни науки, като по време на следването работи като спешен медицински техник и парамедик. Придобива бакалавърска степен за медицинска сестра в Държавния университет „Уейн“. Има допълнителна специализация по кардиопулмонална ресусцитация, обучение на парамедиците, подготовка на медицински сестри и спешна педиатрична помощ.
Работи 40 години в здравната система, от които 32 години като медицинска сестра в спешен център. Член е на Асоциацията на спешните медицински сестри.
През 1985 г., след като редица специалисти не успяват да определят причината за състоянието ѝ, Пачолок сама си поставя диагнозата дефицит на витамин B12. Това я мотивира да пише за опасните последствия от тази тиха и твърде разпространена болест. Книгата ѝ, в съавторство с д-р Джефри Стюарт, „А дали не е В12? : епидемия от погрешни диагнози“ е издадена през 2005 г.
През 2015 г. историята на Сали Пачолок е екранизирана във филма „Sally Pacholok“ с участието на Анет Махендру и Андрю Балард.
Сали Пачолок живее със семейството си в Ютика, Мичиган.

## Произведения
- Could It Be B12?: An Epidemic of Misdiagnoses (2005) – с д-р Джефри Стюарт
А дали не е В12? : епидемия от погрешни диагнози, изд.: ИК „Кибеа“, София (), прев. Ирина Манушева
- What's Wrong with My Child?: When Autism Isn't Autism ... and Other Consequences of Pediatric B12 Deficiency (2015) – с д-р Джефри Стюарт
- Could It Be B12? Pediatric Edition: What Every Parent Needs to Know about Vitamin B12 Deficiency (2016) – с д-р Джефри Стюарт
А дали не е B12? : педиатрично издание : дефицитът, за който трябва да знае всеки родител, изд.: ИК „Кибеа“, София (2018), прев. Ирина Манушева